# 13956 Banks
För andra betydelser, se Banks.
13956 Banks eller 1990 VG6 är en asteroid i huvudbältet som upptäcktes den 15 november 1990 av den belgiske astronomen Eric W. Elst vid La Silla-observatoriet. Den är uppkallad efter den brittiske botanikern Joseph Banks.